# A Time in My Life
A Time in My Life — студийный альбом американской певицы Сары Воан, выпущенный в 1971 году на лейбле Mainstream Records при участии продюсера Боба Шада и аранжировщика Эрни Уилкинса.

## Отзывы м признание
| Оценки критиков               | Оценки критиков |
| Источник                      | Оценка          |
| ----------------------------- | --------------- |
| AllMusic                      | [ 1 ]           |
| Encyclopedia of Popular Music | [ 2 ]           |

Брюс Эдер из AllMusic написал: «Сара Воан привносит в этот альбом почти хамелеоновское присутствие, которое включает в себя решительно — почти вызывающе — современный репертуар. Её госпел-подход к „Imagine“ в то время мог бы восхитить только Джона Леннона, в то время как для „Inner City Blues“ она придерживается неистово проникновенного джазового подхода, в частности, аккомпанемента на валторне, который так же сильно влияет на мелодию, как и она сама. А в „Sweet Gingerbread Man“ она демонстрирует чистейший поп-вокал. И так далее, в широком диапазоне песен, кульминацией которых является удивительно интенсивное и драматичное исполнение песни Боба Дилана „If Not for You“. Аккомпанемент может быть слишком насыщенным для того, что могут выдержать сами песни, но Воан всегда идет в ногу со временем, независимо от аранжировок. Эта пластинка никогда не будет считаться важной частью её наследия и никогда не собиралась составлять ключевую часть её репертуара, хотя ясно, что она восприняла этот материал лучше, чем, скажем, Мадди Уотерс написал музыку для Electric Mud (грубого аналога этой пластинки), и некоторые из них явно глубоко запали ей в душу. Исходя только из этого, это намного больше, чем просто курьез в её творчестве того периода».

## Список композиций
1. «Imagine» (Джон Леннон) — 4:36
2. «On Thinking It Over» (Брайан Оже, Алан Горри, Джим Маллен) — 3:27
3. «Inner City Blues (Make Me Wanna Holler)» (Марвин Гэй, Джеймс Никс) — 4:08
4. «Sweet Gingerbread Man» (Мишель Легран, Алан Бергман, Мэрилин Бергман) — 3:00
5. «Magical Connection» (Джон Себастьян) — 2:37
6. «That’s the Way I’ve Always Heard It Should Be» (Карли Саймон, Джейкоб Брэкман) — 4:55
7. «Tomorrow City» (Брайан Оже) — 3:12
8. «Universal Prisoner» (Хелен Льюис, Кей Льюис) — 4:04
9. «Trouble» (Брайан Оже, Джим Маллен) — 2:55
10. «If Not for You» (Боб Дилан) — 2:47

Бонус-треки переиздания
1. «Run to Me» (Барри Гибб, Робин Гибб, Морис Гибб) — 3:02
2. «Easy Evil» (Алан О’Дэй) — 3:06

## Участники записи
- Аранжировка, дирижёр — Эрни Уилкинс (1-10), Эллин Фергюсон (11), Джек Эллиот (11), Питер Матц (12)
- Бас-гитара — Боб Магнуссон
- Барабаны — Эрл Палмер
- Гитара — Альберт Весково
- Перкуссия — Алан Эстес, Джимми Кобб
- Продюсер — Боб Шад
- Саксофон — Джеки Келсо, Джером Ричардсон, Уильям Грин
- Тромбон — Бенни Пауэлл, Джордж Боханон
- Труба — Эл Аарон, Бадди Чилдресс, Джин Гоу
- Фортепиано — Вилли Мэйс